# Prostration
Pour les articles homonymes, voir Prostration (homonymie).
Du mot latin : prostratio « action de se coucher en avant, de s'étendre sur le sol » (pro « en avant » ; sternere « étendre à terre »), la prostration désigne spécifiquement en médecine un état de faiblesse et de fatigue extrêmes qui se manifeste par l'effondrement des fonctions musculaires du patient et par son immobilité. La prostration se rencontre dans certains syndromes (liés au grand froid, à un stress post-trauma, etc.), à la phase terminale de certaines maladies, ainsi qu'au cours de diverses affections psychiatriques.
En médecine vétérinaire, la prostration peut être un signe de la gastro-entérite hémorragique du chien.